# Bouca-Bobo
Bouca-Bobo est une commune rurale de la préfecture de l’Ouham, en République centrafricaine. La principale localité de la commune est Bouca, chef-lieu de sous-préfecture.

## Géographie
La commune de Bouca-Bobo est située au centre de la préfecture de l’Ouham. 
| Benzambé | Ouham-Fafa | Lady-Gbawi   |
| Soumbé   | Bouca-Bobo |              |
|          | Koro-Mpoko | Fafa-Boungou |

## Villages
La plupart des villages sont localisés sur les axes Bossangoa – Bouca, route régionale RR9 et Bouca – Bongoyo-Marzé.
Les villages principaux sont : Béboguila, Bambia 1 et Bobia. 
La commune compte 40 villages en zone rurale recensés en 2003 : Ba-Bobo, Bada-Kango, Baguiti 1, Baguiti 2, Bandaba, Beboguila, Begbayola, Bera, Beya 1, Beya 2, Bobo Bera, Boboin, Bodayo, Bofidoua, Bognono, Bogue, Boguiti 3, Bohozo, Bokoga, Bokogo, Bokolo, Boto, Boubou-Site, Boya, Gbambia 1, Gbambia 2, Gborea, Gokara-Bouca, Koombala-Saka, Togbo, Wopo, Yandoba 3, Yangoumara.

## Éducation
La commune compte 4 écoles publiques : Sous-préfectorale de Bouca, Kango, Mara, Bobo.